# التحول للجمهورية في بربادوس
تحولت بربادوس من المَلكية البرلمانية الدستورية تحت حكم الملكة إليزابيث الثانية إلى جمهورية برلمانية. وجرى انتخاب أول رئيس للدولة. وظل رئيس الوزراء باقيا في رئاسة الحكومة. وأصبحت السيدة ساندرا ميسون أول رئيس منتخب لهذه الدولة، وقد كانت آخر حاكم عام لها، حيث جرت الانتخابات في 20 أكتوبر، وبدأت ممارسة مهامها الرئاسية في 30 نوفمبر 2021.

## التاريخ

### لجنة عام 1979
في عام 1979، جرى تشكيل لجنة تحقيق تعرف باسم لجنة كوكس للدستور وكُلفت بدراسة جدوى إدخال نظام جمهوري. وتوصلت لجنة كوكس إلى استنتاج مفاده أن المواطنين البرباديوسين فضلوا الحفاظ على الملكية الدستورية. ولذلك توقف اقتراح الانتقال إلى وضع جمهوري.

### لجنة عام 1996
في عام 1994 صدر بيان من حزب العمل في بربادوس بشأن قضية التحول إلى الجمهورية، واقتراح إجراءاستفتاء عام. وتمشيا مع هذا الوعد، في 29 أكتوبر 1996، أنشئت لجنة لمراجعة الدستور برئاسة هنري دي بولاي فورد Henry de Boulay Forde، لمراجعة دستور بربادوس.
انتخبت اللجنة أوليفر جاكمان الدبلوماسي السابق والقاضي من محكمة البلدان الأمريكية لحقوق الإنسان، , نائبا للرئيس. وعقدت اللجنة جلسات استماع علنية في بربادوس وأيضًا في الخارج. وفي 15 ديسمبر 1998 قدمت اللجنة تقريرها إلى الحاكم العام. حيث أوصت اللجنة بتحول بربادوس لاعتماد نظام الجمهورية البرلمانية. وفي عام 1999، اقترح بيان حزب العمل في بربادوس أن تحظى استنتاجات اللجنة وتوصيتها بأن تصبح بربادوس جمهورية باهتمام الحكومة في وقت قريب.
وقدم مشروع قانون للاستفتاء في البرلمان وتمت قراءته الأولى في 10 أكتوبر 2000. ومع حل البرلمان قبيل الانتخابات في عام 2003، لم يجري النظر في مشروع قانون الاستفتاء.

### الاستفتاء المقترح لعام 2008
وفي فبراير 2005، أعلنت حكومة بربادوس عزمها على إجراء استفتاء بشأن مسألة التحول إلى الجمهورية. وقدم مشروع قانون الاستفتاء في ذلك الشهر. وأقر مشروع القانون ليصبح قانونا بوصفه قانون الاستفتاء في أكتوبر 2005. ولم يحدد القانون موعدا للاستفتاء بل حدد بدلا من ذلك أن«يوم الاستفتاء» يمكن أن يعلن من قبل الحاكم العام، بحيث يجري في مدة لا تزيد عن 90 يوما ولا تقل عن 60 يوما من تاريخ الإعلان. ولا يمكن للقانون نفسه أن يعدل دستور بربادوس، لأنه بموجب المادة 49-1 يطلب من أغلبية ثلثي البرلمان إجراء أي تعديلات.

وفقا لقانون الاستفتاء لعام 2005، كان السؤال المطلوب طرحه هو:
هل توافق على توصية لجنة مراجعة الدستور بأن تصبح بربادوس جمهورية برلمانية وأن يكون الرئيس هو مواطن من بربادوس؟
قال رئيس الوزراء آرثر أوين، علنا: «لا سمح الله، إذا ماتت جلالة الملكة إليزابيث، إذا مات الأمير تشارلز والأمير وليام، فسأواجه صعوبة في أداء يمين الولاء للأمير هاري.» جاء التعليق بعد فترة وجيزة من حضور الأمير هاري احتفالية عامة في ملابس تنكرية وكان قد ارتدي شارة النازية، في يناير 2005.
كما قال ميا موتلي، الذي كان نائب رئيس وزراء بربادوس: «نشعر أنه من الصواب أن يكون هناك رئيس دولة لـ بربادوس. ونحن نقبل أن هناك قلقا من أن الحكومة وحدها لا ينبغي أن تتخذ ذلك القرار في هذا اليوم وهذا الزمن، ولذلك فإننا ملتزمون بالتعبير عن آرائنا للجمهور وجعلهم يحكمون عليه.»
وكان من المقرر إجراء الاستفتاء على أن تصبح بربادوس جمهورية بحلول أغسطس 2008، في وقت قريب من موعد إجراء الانتخابات البرلمانية. بيد أنه أفيد في 2 ديسمبر 2007 بأن التصويت سيؤجل إلى تاريخ لاحق.

### اقتراح عام 2015
في 22 مارس 2015، أعلن رئيس الوزراء فرويندل ستيوارت أن بربادوس ستتحرك نحو شكل جمهوري من الحكم «في المستقبل القريب جدا».
أكد الأمين العام لحزب العمل الديمقراطي، جورج بيلجرم هذه الخطوة وقال إنه من المتوقع أن تتزامن مع الذكرى السنوية الخمسين لاستقلال بربادوس في عام 2016. وذكر أنه سيجري تنفيذ التغيير من خلال مشروع قانون يجري تقديمه إلى برلمان بربادوس.
وفقا لدستور البلاد، هناك حاجة إلى أغلبية الثلثين في البرلمان للسماح بالتغيير. وكان حزب العمال الديمقراطي لديه أغلبية الثلثين في مجلس الشيوخ في بربادوس ولكن ليس له نفس الأغلبية في مجلس النواب، وبالتالي فهو يحتاج إلى دعم حزب العمل المعارض في بربادوس للموافقة على العملية الانتقالية.

### اقتراح 2020
في سبتمبر 2020، أعلن ميا موتلي رئيس وزراء حكومة حزب العمل في بربادوس، في خطاب العرش أن بربادوس ستصبح جمهورية بحلول نوفمبر 2021. وكان حزب العمل في بربادوس قد حصل على أغلبية الثلثين في مجلسي برلمان بربادوس (بما في ذلك جميع مقاعد مجلس النواب باستثناء مقعد واحد)، وهو ما يكفي للموافقة على التعديل الدستوري. وهذا يعني أن بربادوس لن تكون ضمن عالم الكومنولث، ولكنها ستحافظ على العضوية في عضوية دول الكومنولث، شأنها في ذلك شأن الغالبية العظمى من الدول الأعضاء في الكومنولث دون أن تكون تحت مظلة الملكية الدستورية.
في خطاب العرش لعام 2020، ذكرت السيدة ساندرا ميسون الحاكم العام لبربادوس، قولها: " لقد حان الوقت لترك ماضينا الاستعماري بالكامل. أن بربادوس تريد رئيسًا للدولة." وكان رئيس الوزراء السابق فرويندل ستيوارت أيضا مؤيدا لتحول بربادوس لتصبح جمهورية، كما أيد ذلك مفوض بربادوس السامي السابق لدى المملكة المتحدة، غاي هيويت، الذي ذكر في مقابلة أن العديد من البربادوسيين يعتقدون أن البلاد من حقها أن يرأسها مواطن من مواليدها." في 3 يونيو 2021، أفيد في وسائل الإعلام في بربادوس أن الجمهور يمكنه أن يُرسل بريدًا إلكترونيًا لتقديم مقترحات بشأن مسألة الجمهورية. 
وفي 27 يوليه 2021، وهو يوم ذو أهمية وطنية في بربادوس، أعلن موتلي أن مجلس وزراء بربادوس قرر أن تصبح بربادوس جمهورية برلمانية بحلول 30 نوفمبر، وقبل توصيات لجنة فورد. وبموجب الاقتراح، ينتخب مجلسي البرلمان الرئيس لفترة أربع سنوات، ويكون مؤهلا لولاية ثانية. سيكون للرئيس سلطات شرفية في الغالب، وستستمر السلطة الحقيقية بحكم الواقع،  مخولة لرئيس الوزراء ومجلس الوزراء. على أن تجرى تعديلات دستور بربادوس قبل 30 نوفمبر لتسهيل تنصيب رئيس جديد في ذلك اليوم. وقدجرى انتقاد قرار التحول إلى جمهورية دون إجراء استفتاء حول هذه القضية.

### التعديل الدستوري
في 20 سبتمبر 2021، تم تقديم مشروع قانون (تعديل) الدستور 2021 إلى برلمان بربادوس. واقترحت التعديلات التالية على دستور بربادوس:
- جميع الإشارات الواردة في قانون بربادوس إلى جلالة الملكة والتاج والعاهل تقرأ وتفسر على أنها تشير إلى الدولة.
- جميع الإشارات إلى «سيادة صاحبة الجلالة» تقرأ وتفسر على أنها إشارة إلى كومنولث الأمم.
- جميع الإشارات إلى الحاكم العام تقرأ وتفسر على أنها تشير إلى رئيس بربادوس.
- جميع صلاحيات الحاكم العام تنقل إلى الرئيس.
- تعديل القَسم الرسمي لبربادوس لإزالة الإشارات إلى الملكة.[33]
- انتخاب أول رئيس في جلسة مشتركة لبرلمان بربادوس بحلول 15 أكتوبر 2021 بترشيح مشترك من رئيس وزراء بربادوس وزعيم المعارضة، ليقوم الشخص المنتخب بتولي منصبه في 30 نوفمبر 2021;
- بعد نهاية فترة الرئيس الأول، سيتم انتخاب الرؤساء في المستقبل إما عن طريق ترشيح مشترك لرئيس الوزراء وزعيم المعارضة أو إذا لم يكن هناك ترشيح مشترك، يجري تصويت من مجلسي برلمان بربادوس حيث يتطلب أغلبية الثلثين.
- الرئيس يخدم لمدة خمس سنوات.
- استحقاق جميع الممتلكات التي يحتفظ بها التاج في الدولة
- تخويل جميع حقوق وامتيازات الحاكم العام إلى الرئيس.
- منح امتيازات أو امتيازات التاج أو السيادة في الدولة، وفق الدستور.

وفي 28 سبتمبر 2021، أقر مجلس نواب بربادوس مشروع القانون (25-0). وفي 6 أكتوبر 2021، أقر مجلس الشيوخ في بربادوس مشروع القانون.
في 12 أكتوبر 2021، جرى ترشيح الحاكم العام الحالي لبربادوس السيدة ساندرا ماسون بشكل مشترك من قبل رئيس الوزراء وزعيم المعارضة كمرشح لأول رئيس لبربادوس، وفي وقت لاحق انتخبت في 20 أكتوبر. تولت ميسون منصبها في 30 نوفمبر 2021 في حفل حضره أيضا الأمير تشارلز أمير ويلز. بعثت الملكة إليزابيث الثانية برسالة تهنئة إلى الرئيسة ماسون، قائلة «بينما تحتفلون بهذا اليوم الهام، أبعث لكم ولجميع البربادوسيين أحر تمنياتي بالسعادة والسلام والازدهار في المستقبل.»

## الرأي العام
أظهر استطلاع في مارس 2015 أجرته «بربادوس اليوم» دعما بنسبة 64 ٪ للبقاء ضمن الملكية، و 24 ٪ لدعم التحول إلى الجمهورية، بينما كان 11 ٪ غير مبالين بذلك.

## مزيد من القراءة
- لجنة إدارة الانتقال إلى الجمهورية 22 أيار / مايو 2021
- تشكيل اللجنة الاستشارية للمرحلة الانتقالية 24 أيار / مايو 2021